# Anton van Wilderode
Anton van Wilderode is het pseudoniem van Cyriel Paul Coupé (Moerbeke-Waas, 28 juni 1918 – Sint-Niklaas, 15 juni 1998). Hij was een Vlaams priester, auteur, dichter, classicus, vertaler en scenarist.

## Biografie
Cyriel Coupé was een zoon van Edmond Coupé (1872-1939), huisschilder van beroep en daarnaast gelegenheidsdichter en amateurtoneelspeler, en van Maria-Louisa Van Severen (1876-1963). Hij had ook een tweelingbroer.
Hij werd op 21 mei 1944 tot priester gewijd in de Gentse Sint-Baafskathedraal. Daarna studeerde hij klassieke filologie aan de universiteit van Leuven.
In 1946 werd hij leraar aan het Sint Jozef-Klein-Seminarie in Sint-Niklaas, een functie die hij tot 1983 uitoefende. Hij had onder meer Paul Snoek, Tom Lanoye en Erik Spinoy als leerling.
Als schrijver gebruikte Coupé het pseudoniem Anton van Wilderode. Hij debuteerde met de nouvelle Dis al in 1939, die al meteen bekroond werd. Zijn debuut als dichter volgde in 1943 met De moerbeitoppen ruischten. De Vlaamsgezinde Van Wilderode schreef ook gedichten voor de Vlaams Nationale Zangfeesten en voor de IJzerbedevaarten.
Van Wilderode was ook actief als vertaler. Hij vertaalde onder andere Vergilius (de Bucolica, de Georgica en de Aeneis) en diverse gedichten van Horatius.

## Bibliografie

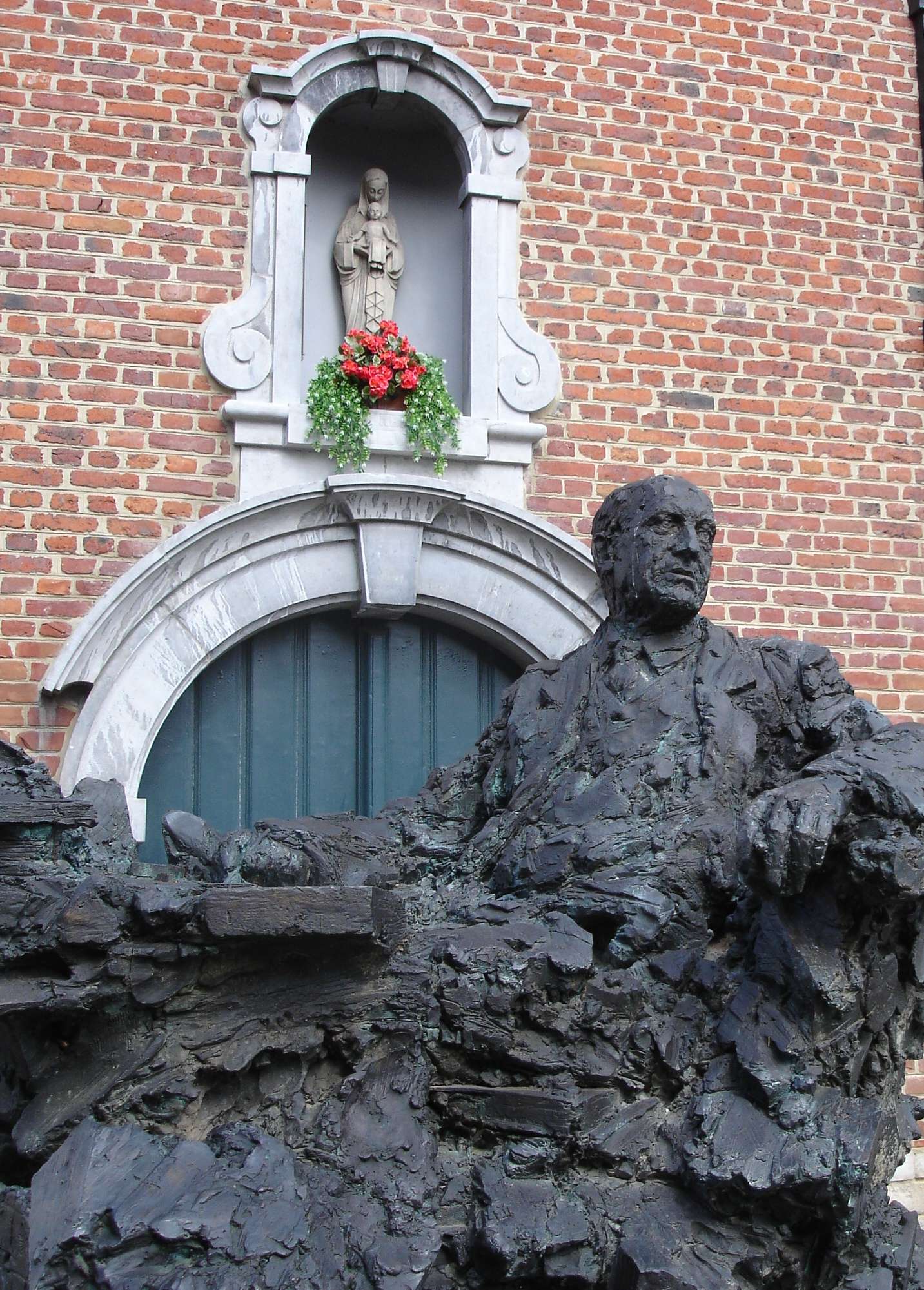
Beeld aan het College ; Sint-Niklaas